# Vincenz Prießnitz
Vincenz Prießnitz (néha Prisnitz vagy Prißnitz alakban is; Gräfenberg (Osztrák-Szilézia), 1799. október 5. – Gräfenberg, 1851. november 28.) a hidegvíz-kúra kezdeményezője. Egyszerű földműves volt és mint ilyen megfigyelte a hideg víznek gyógyító hatását. Vidéke lakóinak tanáccsal szolgált, miként gyógyíthatják a hideg vízzel a legkülönbözőbb betegségeket és nagy hírnévre tett szert. Prießnitz végül egész rendszert alkotott, mely szerint a betegeket kezelte.